# Hierodulella albomaculata
Hierodulella albomaculata es una especie de mantis de la familia Mantidae.

## Distribución geográfica
Se encuentra en la China.